# Farafenni
Farafenni è una città del Gambia di 28.588 abitanti al censimento del 2012.
È un importante centro di commerci, vi sono inoltre un ospedale ed una base militare.